# 太答儿
太答儿（蒙古语转写：Tayidar，？—1255年），又作太答，蒙古帝国将领。蒙古散只兀氏。他被蒙古帝国第四代大汗蒙哥提拔为四川地区探马赤（边境镇戍军）都元帅，在与南宋的作战中表现活跃。《元史》等汉文史料中，其汉字记作太答儿、带答儿等。
太答儿的父亲孛羅带是效力于成吉思汗的人物，曾加入怯薛（亲卫军）。在第二代大汗窝阔台时期，他参与了消灭金朝的战争，金朝灭亡后他驻扎在河南一带。太答儿年轻时便辅佐拖雷家族的蒙哥，还随军参加了西征欧洲的战役,攻打阿速、钦察有功，被任命为都元帅。后来，蒙哥即位成为第四代大汗后，于1252年（壬子年）任命太答儿指挥陕西地区的探马赤，率军攻打南宋，进入四川。此前，陕西地区的军团由按竺迩统率。但按竺迩是察合台家族的武将，因皇位继承问题与蒙哥对立，所以被降职，太答儿则被提拔取代了按竺迩的位置。1253年（癸丑年），他和总帅汪德臣建立利州城。1254年（甲寅年），攻打碉门、黎州、雅州等城。1255年（乙卯年），进攻重庆，擒获南宋都统制张实，立下战功。同年去世，谥号武定。其子纽璘。纽璘在蒙哥死后的混乱（拖雷家族内战）中幸存下来，效力于忽必烈建立的元朝。太答儿家族在元朝依然掌管着四川地区的军务。《元史》中记载有太答儿的儿子纽璘及其孙子也速答兒、玄孙答失八都魯、五世孙孛罗帖木儿等人的传记。